# Christian Hermann Johannsen
Christian Hermann Johannsen (1857 – ?) byl 3. náčelník německé koloniální správy ostrova Nauru.
Christian Hermann Johannsen se narodil v roce 1857. Byl úředníkem německé koloniální správy na tichomořském ostrově Jaluita, poté byl po dobu osmi let sekretářem německého konzulátu na ostrově Samoa. Náčelníkem Nauru se stal 14. května 1889, kdy funkci převzal po Robertu Raschovi. Během svého působení podporoval militarizaci německých vojenských jednotek na ostrově. V roce 1892 byl ve své funkci vyměněn Friedrichem Jungem.